# Sympathy for the Record Industry
Sympathy for the Record Industry, även känt som Sympathy Records, är ett amerikanskt skivbolag grundat 1988 av Long Gone John (John Edward Mermis) och baserat i Kalifornien. Bolaget inriktar sig framförallt på indierock,  garagerock och punkrock.
Bolaget har fungerat som språngbräda åt flera mer eller mindre kända band genom åren. Det mest kända bandet man arbetat med är förmodligen The White Stripes, som släppte sina tre första album på bolaget. Till andra kända grupper man arbetar eller har arbetat med hör Rocket from the Crypt, Hole, The Gun Club, The Von Bondies, Scarling., The Detroit Cobras och Turbonegro. Även det svenska bandet The (International) Noise Conspiracy har samarbetat med bolaget, på EP:n Up for Sale från 2002.
Namnet Sympathy for the Record Industry är en referens till Rolling Stones-låten Sympathy for the Devil, vilket kanske kan ge en fingervisning om grundarens syn på den övriga skivindustrin. Long Gone John är fortfarande företagets ägare och enda anställd.